# Bergklassement Ronde van Spanje

Bolletjestrui

Het bergklassement in de Ronde van Spanje is een nevenklassement waarbij de renners punten krijgen bij de doorkomst op een aantal bergtoppen. Het klassement bestaat sinds het begin van de Ronde van Spanje (1935). Door de jaren heen zijn verschillende kleuren truien gebruiken, waaronder groen, oranje en rood. Vanaf 2010 is de trui een variant op de bolletjestrui uit de Tour de France, maar dan zijn de rode stippen vervangen door blauwe, de maillot de lunares.
Het bergklassement is vijfmaal gewonnen door José Luis Laguía. José María Jiménez en David Moncoutié wonnen het klassement viermaal. Drievoudig winnaars zijn Andrés Oliva, Antonio Karmany, Julián Berrendero en Julio Jiménez. Joop Zoetemelk was in 1971 de (tot nu toe) enige Nederlandse winnaar, Thomas De Gendt (in 2018) en Remco Evenepoel (in 2023) zijn de Belgische winnaars.

## Puntenverdeling
| Categorie                  | Positie | Positie | Positie | Positie | Positie | Positie |
| Categorie                  | 1e      | 2e      | 3e      | 4e      | 5e      | 6e      |
| -------------------------- | ------- | ------- | ------- | ------- | ------- | ------- |
| Speciale (buiten)categorie | 20      | 15      | 10      | 6       | 4       | 2       |
| 1e Categorie (aankomst)    | 15      | 10      | 6       | 4       | 2       |         |
| 1e Categorie (tussendoor)  | 10      | 6       | 4       | 2       | 1       |         |
| 2e Categorie               | 5       | 3       | 1       |         |         |         |
| 3e Categorie               | 3       | 2       | 1       |         |         |         |

## Lijst van winnaars
| Jaar        | Eerste              | Tweede                  | Derde                        |
| ----------- | ------------------- | ----------------------- | ---------------------------- |
| 1935        | Edoardo Molinar     | Luigi Barral            | Leo Amberg                   |
| 1936        | Salvador Molina     | Julián Berrendero       | Fermín Trueba                |
| 1937 - 1940 | niet verreden       | niet verreden           | niet verreden                |
| 1941        | Fermín Trueba       | Julián Berrendero       | José Jabardo                 |
| 1942        | Julián Berrendero   | Pierre Brambilla        | Isidro Berajano              |
| 1943 - 1944 | niet verreden       | niet verreden           | niet verreden                |
| 1945        | Julián Berrendero   | Joao Rebelo             | Pedro Font                   |
| 1946        | Emilio Rodríguez    | Dalmacio Langarica      | Julián Berrendero            |
| 1947        | Emilio Rodríguez    | Martin Mancisidor       | Manuel Costa                 |
| 1948        | Bernardo Ruiz       | Emilio Rodríguez        | Bernardo Capó                |
| 1949        | niet verreden       | niet verreden           | niet verreden                |
| 1950        | Emilio Rodríguez    | José Serra              | Jesús Loroño                 |
| 1951 - 1954 | niet verreden       | niet verreden           | niet verreden                |
| 1955        | Giuseppe Buratti    | Antonio Gelabert        | Gilbert Bauvin               |
| 1956        | Nino Defilippis     | Federico Bahamontes     | Antonio Suárez               |
| 1957        | Federico Bahamontes | Carmelo Morales         | Benigno Aspuru               |
| 1958        | Federico Bahamontes | Jesús Loroño            | Hilaire Couvreur             |
| 1959        | Antonio Suárez      | Richard Van Genechten   | Antonio Karmany              |
| 1960        | Antonio Karmany     | Antonio Suárez          | Frans De Mulder              |
| 1961        | Antonio Karmany     | Julio Jiménez           | José Perez Francés           |
| 1962        | Antonio Karmany     | José Segú               | Julio Jiménez                |
| 1963        | Julio Jiménez       | Antonio Karmany         | Guy Ignolin                  |
| 1964        | Julio Jiménez       | José Perez Francés      | Ventura Díaz Arrey           |
| 1965        | Julio Jiménez       | Antonio Gomez del Moral | Esteban Martín               |
| 1966        | Gregorio San Miguel | Domingo Perurena        | Mariano Díaz                 |
| 1967        | Mariano Díaz        | Gregorio San Miguel     | Vicente López Carril         |
| 1968        | Francisco Gabica    | Antonio Gomez del Moral | José Perez Francés           |
| 1969        | Luis Ocaña          | Roger Pingeon           | Gilbert Bellone              |
| 1970        | Agustín Tamames     | Ventura Díaz Arrey      | Joaquim Galera               |
| 1971        | Joop Zoetemelk      | Luis Balagué            | Wilfried David               |
| 1972        | José Manuel Fuente  | Andrés Oliva            | Miguel María Lasa            |
| 1973        | José Luis Abilleira | Eddy Merckx             | Luis Balagué                 |
| 1974        | José Luis Abilleira | José Manuel Fuente      | Luis Ocaña                   |
| 1975        | Andrés Oliva        | Pedro Torres            | Luis Ocaña                   |
| 1976        | Andrés Oliva        | Ludo Loos               | Joaquim Agostinho            |
| 1977        | Pedro Torres        | Andrés Oliva            | Ludo Loos                    |
| 1978        | Andrés Oliva        | Enrique Cima            | Bernard Hinault              |
| 1979        | Felipe Yáñez        | Vicente Belda           | Joop Zoetemelk               |
| 1980        | Juan Fernández      | Anastasio Greciano      | José Luis Laguía             |
| 1981        | José Luis Laguía    | Vicente Belda           | José-Luis Lopez-Cerron       |
| 1982        | José Luis Laguía    | Juan Fernández          | José Recio                   |
| 1983        | José Luis Laguía    | Fiorenzo Aliverti       | Marino Lejarreta             |
| 1984        | Felipe Yáñez        | José Luis Laguía        | Eric Caritoux                |
| 1985        | José Luis Laguía    | Robert Millar           | Francisco Rodriguez          |
| 1986        | José Luis Laguía    | Álvaro Pino             | Eduardo Chozas               |
| 1987        | Luis Herrera        | Vicente Belda           | Henri Abadie                 |
| 1988        | Álvaro Pino         | Anselmo Fuerte          | Sean Kelly                   |
| 1989        | Óscar Vargas        | Pedro Delgado           | Ivan Ivanov                  |
| 1990        | José Martín Farfán  | Alvaro Mejia            | Pablo Wilches                |
| 1991        | Luis Herrera        | Marino Lejarreta        | Fabio Parra                  |
| 1992        | Carlos Hernández    | Tony Rominger           | Julio César Cadena           |
| 1993        | Tony Rominger       | Alex Zülle              | Antonio Miguel Díaz          |
| 1994        | Luc Leblanc         | Michele Coppolillo      | Tony Rominger                |
| 1995        | Laurent Jalabert    | Roberto Pistore         | Alex Zülle                   |
| 1996        | Tony Rominger       | Laurent Jalabert        | Dmitri Konysjev              |
| 1997        | José María Jiménez  | Alex Zülle              | Laurent Jalabert             |
| 1998        | José María Jiménez  | Laurent Jalabert        | Fernando Escartín            |
| 1999        | José María Jiménez  | Frank Vandenbroucke     | Roberto Heras                |
| 2000        | Carlos Sastre       | Roberto Heras           | Roberto Laiseka              |
| 2001        | José María Jiménez  | Claus Michael Møller    | Juan Miguel Mercado          |
| 2002        | Aitor Osa           | Roberto Heras           | Juan Antonio Flecha          |
| 2003        | Félix Cárdenas      | Aitor Osa               | Joan Horrach                 |
| 2004        | Félix Cárdenas      | Roberto Heras           | Santiago Pérez               |
| 2005        | Joaquim Rodríguez   | Eladio Jiménez          | Roberto Heras                |
| 2006        | Egoi Martínez       | Pietro Caucchioli       | Alejandro Valverde           |
| 2007        | Denis Mensjov       | Jurgen Van Goolen       | Carlos Sastre                |
| 2008        | David Moncoutié     | Christophe Kern         | Alberto Contador             |
| 2009        | David Moncoutié     | David de la Fuente      | Julián Sánchez               |
| 2010        | David Moncoutié     | Serafín Martínez        | Ezequiel Mosquera            |
| 2011        | David Moncoutié     | Matteo Montaguti        | Juan José Cobo Daniel Martin |
| 2012        | Simon Clarke        | David de la Fuente      | Joaquim Rodríguez            |
| 2013        | Nicolas Edet        | Chris Horner            | Daniele Ratto                |
| 2014        | Luis León Sánchez   | Alberto Contador        | Alejandro Valverde           |
| 2015        | Omar Fraile         | Rubén Plaza             | Fränk Schleck                |
| 2016        | Omar Fraile         | Kenny Elissonde         | Robert Gesink                |
| 2017        | Davide Villella     | Miguel Ángel López      | Chris Froome                 |
| 2018        | Thomas De Gendt     | Bauke Mollema           | Luis Ángel Maté              |
| 2019        | Geoffrey Bouchard   | Ángel Madrazo           | Sergio Samitier              |
| 2020        | Guillaume Martin    | Tim Wellens             | Richard Carapaz              |
| 2021        | Michael Storer      | Romain Bardet           | Primož Roglič                |
| 2022        | Richard Carapaz     | Robert Stannard         | Enric Mas                    |
| 2023        | Remco Evenepoel     | Jonas Vingegaard        | Michael Storer               |
| 2024        | Jay Vine            | Marc Soler              | Pablo Castrillo              |

### Overwinningen per land
| Overwinningen | Land                        |
| ------------- | --------------------------- |
| 50            | Spanje                      |
| 9             | Frankrijk                   |
| 6             | Colombia                    |
| 4             | Italië                      |
| 5             | Australië                   |
| 2             | België, Zwitserland         |
| 1             | Ecuador, Nederland, Rusland |

 winnaars · rode trui · 
 puntenklassement · 
 bergklassement · 
 combinatieklassement · 
 jongerenklassement · 
 ploegenklassement · 
 strijdlust

 Belgische leiderstruidragers · etappewinnaars

 Nederlandse leiderstruidragers · etappewinnaars
1935 · 1936 · 1937 · 1938 · 1939 · 1940 · 1941 · 1942 · 1943 · 1944 · 1945 · 1946 · 1947 · 1948 · 1949 · 1950 · 1951 · 1952 · 1953 · 1954 · 1955 · 1956 · 1957 · 1958 · 1959 · 1960 · 1961 · 1962 · 1963 · 1964 · 1965 · 1966 · 1967 · 1968 · 1969 · 1970 · 1971 · 1972 · 1973 · 1974 · 1975 · 1976 · 1977 · 1978 · 1979 · 1980 · 1981 · 1982 · 1983 · 1984 · 1985 · 1986 · 1987 · 1988 · 1989 · 1990 · 1991 · 1992 · 1993 · 1994 · 1995 · 1996 · 1997 · 1998 · 1999 · 2000 · 2001 · 2002 · 2003 · 2004 · 2005 · 2006 · 2007 · 2008 · 2009 · 2010 · 2011 · 2012 · 2013 · 2014 · 2015 · 2016 · 2017 · 2018 · 2019 · 2020 · 2021 · 2022 · 2023 · 2024 · 2025